# Tamarindo (Costa Rica)
Tamarindo è un distretto della Costa Rica facente parte del cantone di Santa Cruz, nella provincia di Guanacaste.